# 笠置村 (岐阜県)
笠置村（かさぎむら）は、かつて岐阜県恵那郡にあった村である。現在の恵那市北東部。木曽川の北岸に位置する。
村名は笠置山（標高1127.9m）に由来する。

## 大字・字
- 大字:毛呂窪
- 字:太田、中田、栩杭、瀧坂
- 大字:姫栗
- 字:市木、松葉、寺田、南、田澤、中切、上田、幸徳、古田、神の木、切り山、猪狩、洞、見戸、影岩、加須里、鶴ケ根
- 大字:河合
- 字:中切、下河合、釜上、井の島、大平、江口、下栃、栃久保、道切、小井戸、道木

## 歴史
- 平安時代は加茂郡蘇原荘安弘見郷に属していた。
- 鎌倉時代より戦国時代末期まで、苗木遠山氏の領地。
- 江戸時代は、苗木藩領。
- 1870年（明治3年）に苗木藩が廃仏毀釈を実行し領内の全ての寺院が廃される。河合村では、龍現寺が廃されて仏教が無くなり、住民の殆どは神道となり今日に至る。
- 1871年（明治4年）河井村は舊藩簿冊引継の際に誤って加茂郡に編入された。

町村制施行に際し姫栗村は河合村を恵那郡に復し毛呂窪村との3箇村合併を希望したが、河合村は姫栗村との間にかねてより共有山林が3箇所あって、その領有が、どちらの村に所属するのかについて民情が相和せず、河合村は合併の提案を謝絶した。その結果、共有山林の所属が未定となってしまったので、3箇村が合併し恵那郡笠置村とした。
- 1897年（明治30年）4月1日 - 恵那郡姫栗村、毛呂窪村、及び加茂郡河合村が合併し、笠置村となる。
- 1954年（昭和29年）4月1日 - 恵那郡大井町、長島町、東野村、三郷村、武並村、中野方村、飯地村と合併し恵那市となる。

## 交通機関
- 木曽川の対岸の北恵那鉄道大井線[1]大井ダム駅（旧・奥戸駅）が最寄駅であったが、1932年に休止、1934年に廃止されている。

## 学校
- 笠置村立姫栗小学校 （1966年に久棲小学校、河合小学校と統合。現・恵那市立恵那北小学校）
- 笠置村立河合小学校 （1966年に久棲小学校、姫栗小学校と統合。現・恵那市立恵那北小学校）
- 笠置村立毛呂窪小学校 （2005年に恵那市立恵那北小学校に統合される。）
- 笠置村立笠置中学校 （1997年に笠置中学校、飯地中学校、中野方中学校を統合。現・恵那市立恵那北中学校）

## 神社・仏閣
- 蘇原神社
- 椿山神社

## 観光
- 笠置峡

笠置ダム上流の紅葉の名所。